# پنج صبح
«پنج صبح» (به انگلیسی: 5 in the Morning) تک‌آهنگی از خوانندهٔ انگلیسی چارلی ایکس‌سی‌ایکس می‌‎باشد که در ۳۱ مهٔ سال ۲۰۱۸ از سوی اسایلم رکوردز و آتلانتیک رکوردز انگلیس به‌عنوان اولین بخش از مجموعهٔ انتشارات ماهانه تک‌آهنگ‌ها منتشر گردید.

## موزیک ویدئو
موزیک ویدئو برای «پنج صبح» در ۲۷ ژوئن ۲۰۱۸ منتشر شد؛ این ویدئو توسط بردلی و پابلو، که قبلا موزیک ویدئو «ووم ووم» را هم فیلمبرداری کرده بودند، کارگردانی شد و ایکس‌سی‌ایکس را که در اطراف انباری خالی احاطه شده توسط نورهای کلوب به‌نمایش می‌گذارد.